# Mulinello di Joule

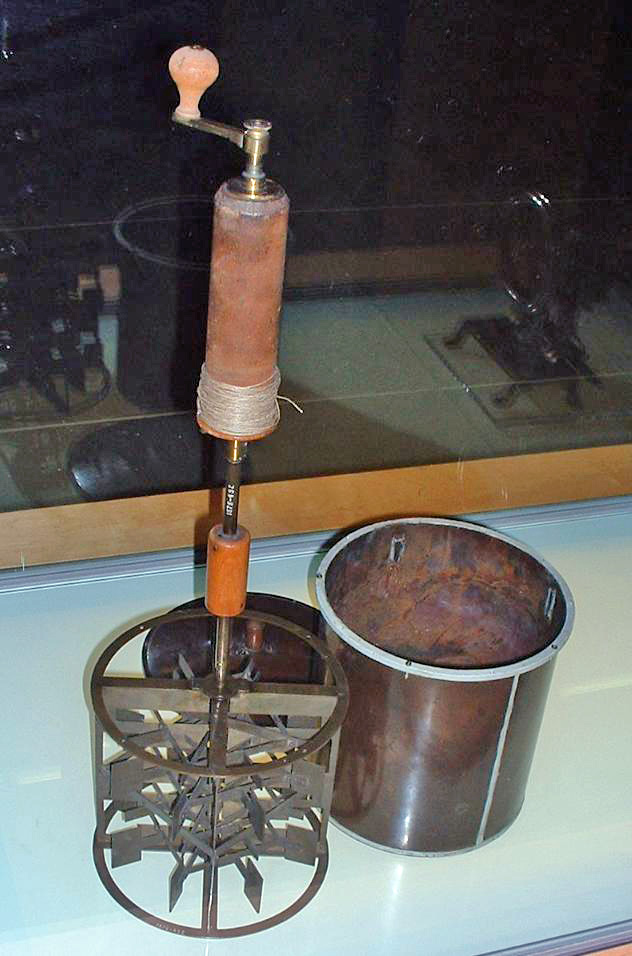
Un mulinello a palette simile a quello usato da Joule

Il mulinello di Joule è lo strumento con cui il fisico inglese James Prescott Joule, nel 1847, determinò l'equivalente meccanico del calore.
Si tratta sostanzialmente di un particolare tipo di calorimetro contenente acqua; le palette sono soggette ad una coppia di forze dovuta alla caduta di due grossi pesi, liberi di muoversi sotto l'effetto dell'accelerazione di gravità. Si instaura così un regime viscoso tra le palette del mulinello e la struttura del mulinello stesso, con conseguente creazione di ingenti forze viscose. Come conseguenza di questo processo, il sistema costituito dai pesi più il mulinello stesso raggiunge rapidamente una velocità di regime, così che si ha un aumento della temperatura dell'acqua e la caduta dei pesi rallentata. Quando i pesi hanno raggiunto il suolo, si misura l'innalzamento di temperatura dell'acqua contenuta nel calorimetro, ricavando la variazione di energia interna derivante dall'azione meccanica del mulinello.
Si conclude quindi, a fronte dell'innalzamento di temperatura, che tutto è avvenuto come se si fosse somministrato calore (cosa peraltro impossibile perché il calorimetro è isolato termicamente) ed è quindi possibile determinare il rapporto tra l'energia meccanica immessa e la variazione di energia interna misurata in calorie intesa come calore fittizio introdotto, e dato dal prodotto della massa d'acqua per l'innalzamento di temperatura.
Per mezzo di tale esperimento, Joule determinò un valore dell'equivalente meccanico del calore pari a 4,155 J/Cal; valore di straordinaria precisione per i tempi ma leggermente diverso da quello che oggi noi utilizziamo (4,186 J/Cal) .

## Descrizione apparato strumentale
Vennero utilizzati tre termometri (A, B, C) calibrati e graduati secondo il metodo indicato da Regnault: la graduazione degli strumenti era così precisa che i risultati comparati tra loro risultavano coincidere al 1/100 °F. La misura finale del termometro era ottenuta immergendo il bulbo e il capillare nel vapore ottenuto dall’ebollizione di una certa quantità di acqua pura. Durante il procedimento la temperatura dell’aria era di 50 °F (10 °C). 
I valori dei termometri A e B vennero ottenuti immergendoli in un volume d’acqua mantenuto costante a varie temperature. Il valore del termometro C venne determinato per confronto con il termometro A. 
Joule fece in totale cinque serie di esperimenti: il primo con l'acqua successivamente fece due diversi esperimenti con il mercurio e infine fece altre diverse serie con i solidi. 
Per produrre l’attrito dell’acqua, Joule utilizzò una ruota a pale di ottone fornita di otto braccia in movimento che lavoravano in mezzo a quattro serie di pale fisse attaccate a una lamina di ottone. L’asse della lamina della ruota era divisa in due parti da un pezzo di legno di bosso (fig. 1, fig. 2). 
La Fig. 3 rappresenta il contenitore di rame in cui ogni apparato rotante era ben inserito: era fornito di una sottile guarnizione di pelle. Sul coperchio erano inseriti due colli all’apice dei quali era inserito ciascun termometro. 
Gli apparati utilizzati per gli esperimenti con l’attrito del mercurio sono rappresentati nelle fig. 4, 5, 6 e differenziano da quello della Fig. 3 per la sua misura e per il materiale, ovvero ferro battuto e ghisa. 
Con gli esperimenti circa l’attrito dei solidi, Joule utilizzò l’apparato strumentale della Fig. 7 e la Fig. 8 rappresenta l’intero strumento nel suo recipiente di ghisa. 
La Fig. 9 è una vista in prospettiva della macchina utilizzata per mettere in moto gli apparati appena descritti. 

## Procedimento
Il metodo utilizzato era semplice: venivano accertate la temperatura dell’apparato, il peso caricato in alto e l’altezza raggiunta, determinata con assi di legno graduate. Il cilindro era libero di muoversi srotolando il filo fino a quando il peso raggiungeva il pavimento del laboratorio, cadendo di 63 pollici (160.02 cm). Dopodiché il cilindro era rimosso, il peso portato di nuovo in alto e l’attrito ricreato nuovamente. Dopo aver ripetuto venti volte il procedimento, l’esperimento veniva concluso con un’altra osservazione della temperatura dell’apparato. La temperatura del laboratorio, invece, veniva osservata all’inizio, durante e alla fine di ogni esperimento.
Prima di ogni esperimento Joule sperimentava gli effetti della radiazione e della conduzione del calore dalla o alla atmosfera: in queste prove la posizione dell'apparato, la quantità di acqua in esso contenuta, il tempo impiegato, il metodo di osservazione dei termometri, la posizione dello sperimentatore, in breve tutto, era la stessa degli esperimenti in cui erano osservati gli effetti dell'attrito.

## Prima serie di esperimenti - attrito dell'acqua
La velocità del peso in discesa era di 2.42 pollici/s (6.15 cm/s), il tempo impiegato in ogni esperimento era di 35 min, il termometro A venne utilizzato per registrare la temperatura dell’acqua, mentre il termometro B per la temperatura dell’aria. 
L’effetto della temperatura dell’aria circostante all’apparato era, per ogni grado di differenza tra la temperatura media dell’aria e quella dell’apparato, 0.04654 °C. Ma a questa quantità venne applicata una piccola correzione tenendo conto della temperatura media dell’apparato all’inizio e alla fine di ogni esperimento, la cui variazione era dovuta all’innalzamento della temperatura dell’acqua. Questa correzione portò al valore finale di 0.563209 °C.
Per accertarsi della quantità assoluta di calore liberato, fu necessario trovare la capacità termica del contenitore di rame e della ruota a pale di ottone. Joule, rifacendosi alla legge di Regnault, ottenne questi valori tenendo conto che il calore specifico di una lega metallica è pari alla somma dei calori specifici dei suoi costituenti metallici. Analizzando le parti della ruota, Joule ottenne la capacità termica del tappo di ottone posto per prevenire il più possibile il contatto tra aria e acqua. La capacità termica del termometro non fu estimata, perché era sempre portato alla temperatura prevista prima dell’immersione.
La quantità totale di calore ceduta era quindi di 1 °F (°C = 1/1.8) in 7.842299 libbre (3.5572 kg) di acqua.
L'errore nel calcolo dell'altezza era di 0.0076 pollici (0.0193 cm). Questo venne moltiplicato per venti, cioè il numero di volte che il processo era stato ripetuto, e diede come risultato 0.152 pollici (0.386 cm) che venne sottratto a 1260.248 pollici (3201.03 cm) lasciando 1260.096 pollici (3200.65 cm) come corretta altezza media da cui il peso cadeva. 
Questa caduta rappresentava un’energia equivalente a 6050.186 foot-pounds (8202.951 Joule); a questo si aggiunsero 16.928 foot-pounds (22.951Joule) per l’energia generata dall’elasticità della fune, ottenendo come risultato finale 6067.114 foot-pounds (8225.902 Joule) come corretta energia media.
Quindi 6067.114/7.842299 = 773.640 foot-pounds (1048.915 Joule), che era l’energia necessaria per innalzare di un grado in una libbra (0.453592 kg) di acqua.

## Altre serie di esperimenti
Joule in queste serie di esperimenti utilizzò diversi materiale rispetto all'acqua e si concentrò sullo studio del loro attrito. Joule con queste sostanze utilizzò lo stesso mulinello e lo stesso procedimento che aveva utilizzato con l'acqua ma andò a cambiare il contenitore affinché fosse in grado di contenere le varie sostanze.
Il primo materiale diverso dall'acqua che utilizzò fu il rame. La Fig. 3 rappresenta il suo contenitore in cui ogni apparato rotante era ben inserito: era fornito di una sottile guarnizione di pelle. Sul coperchio erano inseriti due colli all’apice dei quali era inserito ciascun termometro.
Joule fece inoltre altri esperimenti con il mercurio. Gli apparati utilizzati per gli esperimenti con l’attrito di questo materiale sono rappresentati nelle fig. 4, 5, 6 e differenziano da quello della Fig. 3 per la sua misura e per il materiale, ovvero ferro battuto e ghisa.
Infine fece altri esperimenti con dei solidi. 
Con questi esperimenti Joule utilizzò l’apparato strumentale della Fig. 7; la Fig. 8 rappresenta l’intero strumento nel suo recipiente di ghisa.

## Conclusioni
Oltre l'esperienza con l'acqua Joule effettuò anche altri esperimenti, in particolare due con il mercurio e due con la ghisa liquida. Dalla media dei risultati ottenuti giunse alle seguenti conclusioni:
1. La quantità di calore prodotta dall’attrito tra corpi, solidi o liquidi che siano, è sempre proporzionale alla quantità di energia spesa;
2. La quantità di calore capace di innalzare la temperatura di un pound di acqua (pesato tra i 55° e i 60°) di 1° Fahr richiede per la sua trasformazione la fornitura di energia meccanica corrispondente a quella liberata dalla caduta di 772 libbre (350.173 kg) per uno spazio di 1 piede (0.3048 m) 
Dalla formula Q = mcΔT = L si può dedurre che il calore specifico dell'acqua è c= 4186m2/s2°C, e di conseguenza 1 caloria, definita come la quantità di calore necessaria per innalzare di 1 °C 1 g di acqua, è 4.186 J 

## Altri esperimenti di Joule
Il primo esperimento di Joule è datato 1840, anno in cui lo scienziato comunicò alla Royal Society la sua scoperta riguardo alla legge del calore generato dall’energia elettrica. Joule ebbe successo nello stabilire una relazione tra il calore e l’affinità chimica. 
Nel 1843 egli mostrò come il calore generato dall’elettromagnetismo sia proporzionale all’energia assorbita e che l’energia del motore elettromagnetico derivi dall’energia dell’affinità chimica nella batteria, un’energia che altrimenti sarebbe ceduta come forma di calore: da questo Joule si considerò autorizzato ad affermare che la quantità di calore capace di aumentare la temperatura di una libbra di acqua di un grado Fahr, è pari a, e potenzialmente convertibile in, un’energia meccanica capace di alzare 838 libbra ad un’altezza perpendicolare di un piede. Nello stesso anno, enunciò che il calore è generato dal passaggio dell’acqua in tubi stretti, e che ogni grado di calore per libbra di acqua necessario per la sua trasformazione necessita di un’energia meccanica pari a 770 foot-pounds (1043.979 Joule).
Nel 1844, inoltre, Joule mostrò che il calore assorbito e ceduto dalla rarefazione e condensazione dell’aria è proporzionale all’energia ceduta e assorbita in queste operazioni. 
Successivamente, nel 1845 e 1847, Joule usò una pala per produrre attrito tra fluidi e ottenne i risultati più conosciuti utilizzando l’acqua. I risultati coincisero con buona approssimazione tra di loro e con quelli precedenti derivati dagli esperimenti sui gas, lasciando lo scienziato senza dubbi sull’esistenza di una relazione di equivalenza tra energia e calore.